# Гаркавенко Михайло Романович
Михайло Гаркавенко (22 листопада 1863 — після 1917) — український державний діяч, член III Державної думи від Київської губернії. Черкаський міський голова і підприємець.

## Життєпис
Почесний громадянин Черкас. 
Черкаський домовласник. 
Після закінчення міського училища займався комерційною діяльністю. Володів цегляним і лісопильним заводами.  
У 1898 обраний гласним Черкаської міської думи, а в 1901 — міським головою.  
З 1900 — почесний охоронець міського парафіяльного училища. 
11 жовтня 1908 на додаткових виборах обраний до Державної думи на місце померлого священника Костянтина Рознатовського, зберігши при цьому посаду міського голови. Входив до фракції помірно-правих, з 3-ї сесії — в російську національну фракцію. Був доповідачем комісії зі шляхів сполучення, членом комісій: з торгівлі і промисловості, з робочого питання, зі шляхів сполучення, у міських справах. 
Був дійсним членом Київського клубу російських націоналістів, очолював Черкаський відділ Всеросійського національного союзу. 
Доля після 1917 невідома. Був одружений. 